# Особняк Спановського
Особняк Спановського — пам'ятка архітектури місцевого значення на Київській вулиці в Чернігові. Зараз будинок не використовується.

## Історія
Рішенням виконкому Чернігівської обласної ради народних депутатів від 26.06.1989 № 130 надано статус пам'ятка архітектури місцевого значення з охоронним № 49-Чг під назвою Особняк Спановського.
Будівля має власні «території пам'ятки» і розташоване в «охоронній зоні» (окрема зона даного пам'ятника), згідно правил забудови і використання території. На будівлі встановлена інформаційна дошка.

## Опис
Садибний будинок був побудований в 19 столітті в передмісті Ковалівка і належав Василю Костянтиновичу Спановському з дворянського роду.
Будинок з огорожею і господарським будинком-каретнею, які становлять єдине художнє ціле. Огорожа й каретня не збереглися. Являє собою одноповерховий дерев'яний зрубний будинок, прямокутний в плані з типовими 5-віконним фасадом, прикрашений двома шоломоподібними декоративними фронтонами над бічними вікнами. Головний вхід зі східного боку у вигляді мальовничого порталу, а господарський вхід — з протилежного дворового фасаду, де по осі будинку, перпендикулярної вулиці, збереглася відкрита веранда-тераса — складовий елемент житла. Будинок має анфіладне планування з симетричним розміщенням кімнат навколо вітальні і їдальні. Будинок є вишуканим прикладом дерев'яного будівництва в стилі модерн.
Зараз будинок не використовується і знаходиться на балансі управління комунальної власності Чернігівської обласної ради.